# Čabar
Čabar is een stad in de Kroatische provincie
Primorje-Gorski Kota. Er wonen in Čabar per 2001 zo'n 4387 mensen. Beroemde personen geboren in Čabar zijn onder andere Petar Zrinski.
Steden (gradovi): Rijeka · Bakar · Cres · Crikvenica · Čabar · Delnice · Kastav · Kraljevica · Krk · Mali Lošinj · Novi Vinodolski · Opatija · Rab · Vrbovsko

Gemeenten (općine): Baška · Brod Moravice · Čavle · Dobrinj · Fužine · Jelenje · Klana · Kostrena · Lokve · Lopar · Lovran · Malinska-Dubašnica · Matulji · Mošćenička Draga · Mrkopalj · Omišalj · Punat · Ravna Gora · Skrad · Vinodolska · Viškovo · Vrbnik